# 大賀大眉
大賀 大眉（おおが たいび、1827年 - 1884年8月22日）は、日本の商人。別名・号は幾助、成之（成史）、好斯庵。

## 経歴
長門国大津郡黄波土に生まれる。萩椿郷大屋居住の人の子だった大賀平九郎のもとで醸造を習得、大賀苗字の出店を与えられた。文久4年、椿東分前小畑（現・萩市椿東）の小畑焼泉流山窯を復興して陶業を営み、自ら絵付けも行うとともに、その窯はしばしば勤王志士の会合に使用された。1886年（慶應2年）5月、中嶋治平からの伝授を受け、軍事用・非常食としてパンの製造を試みる。
明治維新後には大阪に移住し、陸海軍御用商人となる。大阪鎮台司令長官の三好重臣らと交流し、三好の書生に上野理一を周旋した。1874年の台湾出兵時に陸軍から靴の製造を受注した際には多額の負債を抱えるが、当時大賀の手代だった藤田伝三郎の奔走により窮地を脱した。
1884年（明治22年）、大阪にて病没（享年58）、墓は大阪市北区東寺町の浄土宗寺院超泉寺。1886年8月21日、上野らを発起人として超泉寺境内に大賀の記念碑が建立される。